# Liffey (folyó)
A Liffey (ír nyelven An Life) Írország egyik, bár nem a leghosszabb folyója. Az ország 26 megyéjéből hármat érint (Wicklow, Kildare, Dublin), mielőtt Dublin városánál az Ír-tengerbe ömlik. A folyó mindössze 125 km hosszú, tölcsér torkolata van. A fővárost kelet-nyugati irányban szeli ketté. Dublin belvárosában az ár-apály váltakozása a tenger közelsége miatt 3-4 méteres szintemelkedéseket és -süllyedéseket okoz a folyón. Torkolat-közeli részét kivéve nem hajózható.

## Neve
Korábbi neve An Ruirthech, azaz gyors vagy futó. Ismert neve még az  Anna Liffey. A folyó neve írül Abhainn na Life, ami angolra fordítva Liffey folyó. 

## Iránya és rendszere
Forrása a Kippure nyugati lejtője a Wicklow-hegységben. 132 km-en át három megyén (Wicklow megye, Kildare megye és végül Dublin megye) folyik keresztül mielőtt az Ír-tengerbe torkollik, a Dublin-öbölnél.
A vízgyűjtő területe 1256 km². Vízhozama 18 m³/s.

### Mellékfolyói

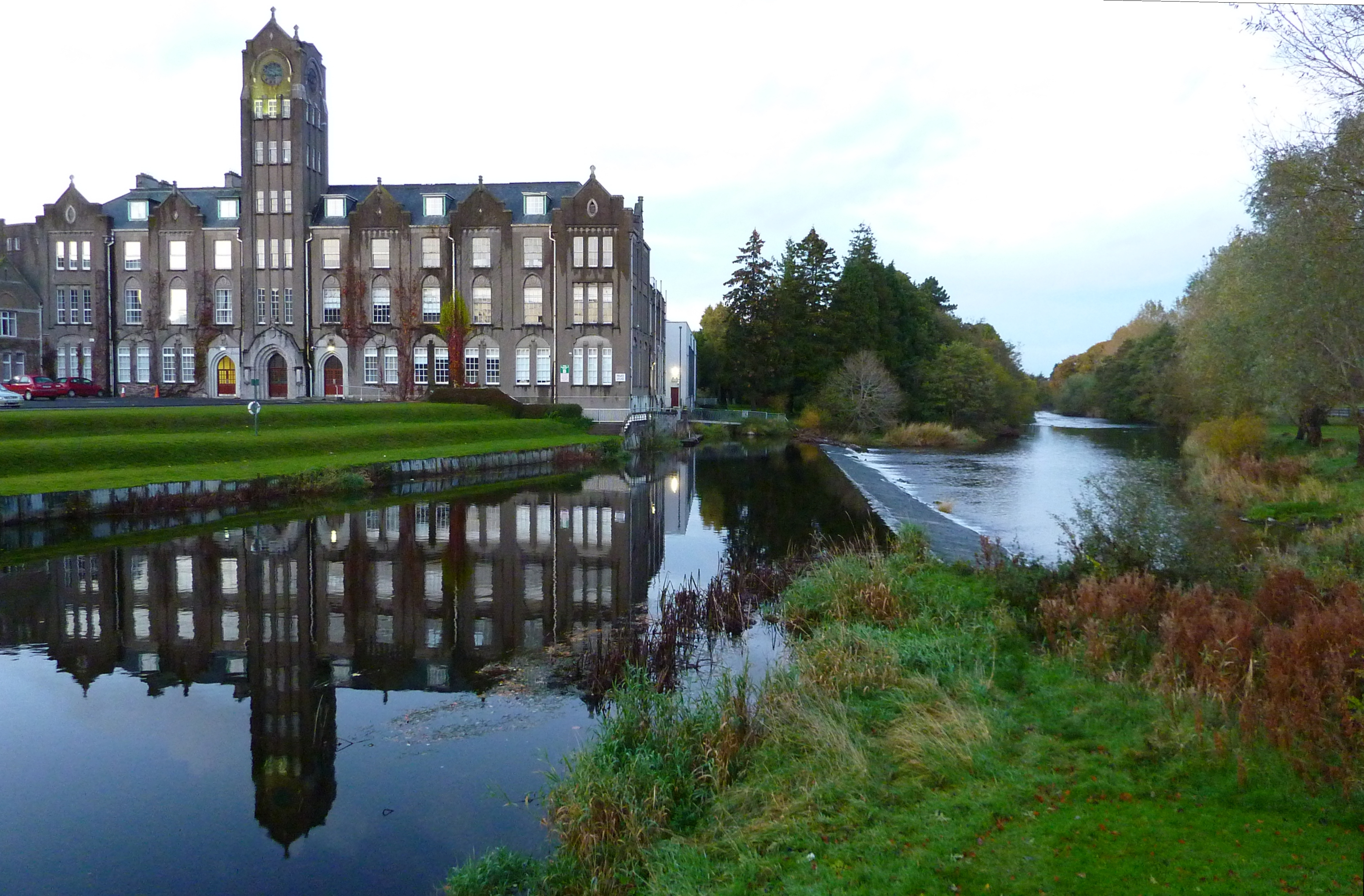
A Liffey átfolyik Newbridge College-on

A Liffey vízgyűjtő területe jelentős, tucatnyi kisebb folyóval és patakkal rendelkezik. 
Korai mellékfolyói közé tartozik az Athdown-patak, a Shankill folyó, a Ballylow-patak, a Brittas, a Woodend, a King, a Painestown, a Rye és a Griffeen folyók. 
Dublinon belül a bal parton, a Phoenix-park különböző vizei, a jobb parton a Glenaulin-ér és a Creosote-ér található. 
A rakpartterület mellékvizei a Camac, a Bradoge, a Poddle, a Stein és a Dodder folyók.

### Gátak, víztárolók és zuhatagok
Három vízerőműgát van a folyó mentén a Poulaphouca, a Golden Falls és a Leixlip ezeket az ESB vállalat üzemelteti. A Liffey nem rendelkezik természetes tavakkal és kevés szigete van. 
Jelentős zuhatagja van Poulaphoucanál és Golden Fallsnál. 

### Települések
Liffey menti települések: Ballymore Eustace, Athgarvan, Kilcullen, Newbridge, Caragh, Clane, Celbridge, Leixlip és Lucan mielőtt a folyó Dublinnál eléri a tengert.

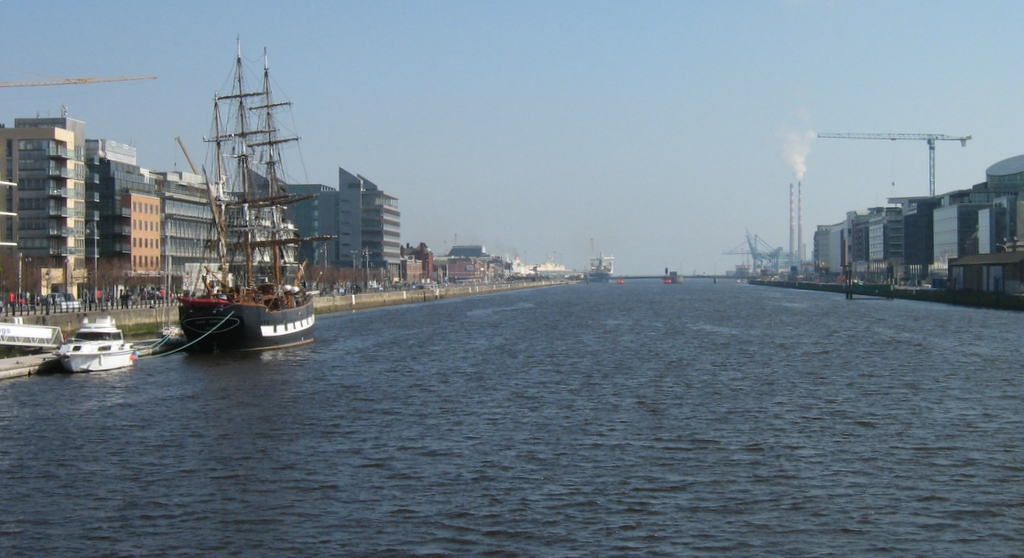
A Liffey torkolatközeli része a Seán O’Casey hídról nézve

## Felhasználása
A Liffey-folyót évszázadok óta használták a kereskedelemben, egészen a közelmúltig. A Liffey-folyót és a Shanon folyót összekapcsolták a Grand-csatornával és a Royal-csatornával.

### Vízellátás
A Liffey vizének 60%-át felhasználják ivóvízhez és az ipar ellátásához.  Ennek nagy része a szennyvíztisztító telepek tisztítása után visszatér a folyóba.  Egy népszerű mítosz, hogy a Liffey vizét használják fel a Guinness sör gyártásához, de ez nem igaz, mivel a Guinness a Wicklow-hegységből vezeték útján használ fel vizet.

### Villamos energia termelése
Az ESB vállalat működteti a Poulaphouca, Golden Falls és a Leixlip vízi erőműveket, ezek mellett számos kisebb magán létesítményekkel is rendelkeznek. 

### Forgalom
Jól ismert látványosság volt a 90-es években a Lady Patricia és a Miranda Guinness teherhajókra szállították a Guinness sört a St. James's Gate Brewery gyárból. 
Az utóbbi években az egyetlen rendszeres forgalom a folyón a városon belül a Liffey Voyage vízitúra buszjárat. A Ha’penny hídtól indul a folyásiránynak megfelelően az O’Connell híd, Rosie Hackett híd, Butt híd, Talbot Memorial híd, Seán O’Casey híd és a Samuel Beckett híd alatt megy át. 
A East-Link hídtól lefele elsősorban kereskedelmi és komp közlekedés a jelentős, de emellett a szabadidős vízi sportok is megjelennek.

### Szabadidős tevékenység

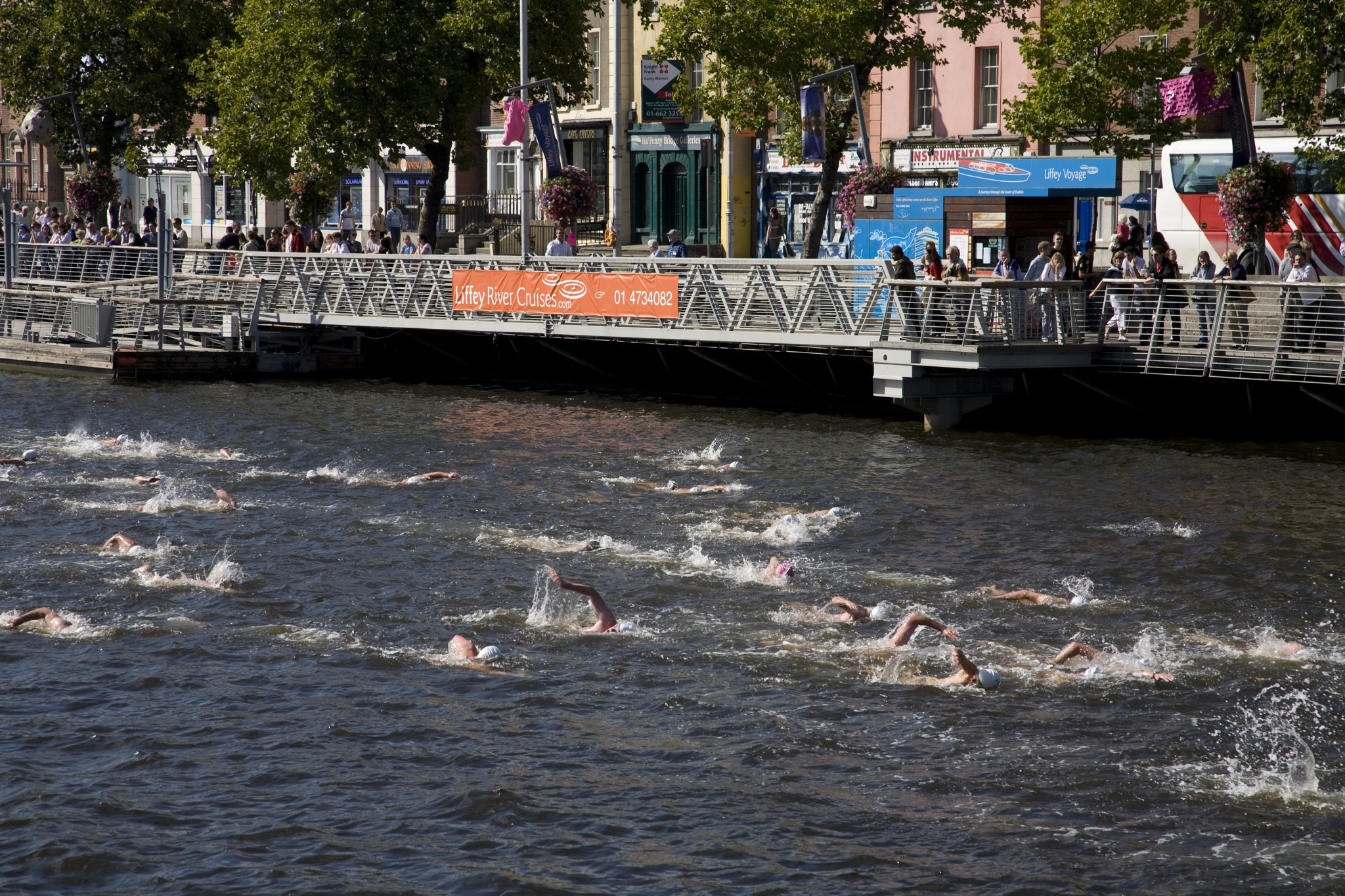
A Liffey úszás 2007-ben Dublin belvárosában

A folyót a Garda, magán és egyetemi klubok használják. 1960-óta megrendezett évenkénti 27 km-es kenu verseny Straffan-tól, Island híd-ig. A Liffeytúszás minden év augusztus végén vagy szeptember elején kerül megrendezésre, a Sráid Watling híd és a Custom House között. Számos evezőklub használja a folyót, mint például a Trinity College, UCD és a Garda evezős klubja.
A Liffey-t széles körben használják szabadidős tevékenységekre, mint a kenuzás, rafting, horgászat és úszás, de jelentős lehetőségek vannak még Poulaphouca-ban, Kilcullen-ben, Newbridge-ben, Leixlip-ben és más városokban is.

## Hidak

### A múltban
A legkorábban feljegyzett kőhíd 1428-ban a mai  Fr. Mathew híd helyén épült, a dominikánusok építették és a 18. századig fennmaradt. Négy nyílása volt és a hídon belül volt egy kápolna, sütöde és egy fogadó. 1577-ben épült Sarah hídja, amit 1922-ben átneveztek Island hídra. A 17. században fejlődött Dublinban a kereskedelem, ezért négy új hidat adtak át 1670 és 1684 között. 1670-ben a Bloody híd, amit 1859-ben újjáépítettek, majd az 1930-as években neveztek át Rory O'More hídra. 1676-ban Essex híd, amit 1872-ben újjáépítettek és az új neve Grattan híd lett. 1682-ben Új híd, amit 1923-ban neveztek át O'Donovan Rossa hídra. A negyedik híd meg az Arran-híd volt, azonban egy árvíz elpusztított 1763-ban. Az első vashíd a Ha’penny híd volt, amit 1816-ban adták át. 2009-ben adták át a Samuel Beckett hídat.
Farmleigh híd, Edward Cecil Guinness építette 1872-ben, összekösse Farmleigh birtokát Castleknock-al. 2015-ben online petíciót indítottak a híd felújítására. 

### A jelenben
Számos híd ível át a Liffey folyó fölött, a legtöbb híd nyitott a járműforgalom előtt. Jelentős forgalmat enged át a West-Link híd, Seán Heuston híd és az O’Connell híd. Jelenleg három gyalogos híd van, Millennium híd, Seán O’Casey híd és a Ha’penny híd.

## Rakpartok
Az elmúlt években sok fejlesztés történt a rakpartokon, parkokat és sétányokat alakítottak ki. A Liffey folyó északi és déli partján lévő rakpartok a Island hídtól a Ringsend hídig húzódnak.
Az északi parton, nyugatról keletre található rakpartok:
Bridgewater, Wolfe Tone, Sarsfield, Ellis, Arran, Inns, Ormond Upper, Lower Ormond, Bachelors Walk, Eden, Custom és North Wall.
A déli parton, nyugatról keletre található rakpartok: 
Victoria, Usher's Island, Usher's, Merchants, Wood, Essex, Wellington, Crampton, Aston, Burgh, George's, City, Sir John Rogerson's és Great Britain.

## Incidensek
2000 decemberében egy Bus Éireann a Butt hídon összeütközött egy másik busszal és a folyóba csúszott. A balesetben néhányan megsérültek, de senki sem halt meg.
2011 júliusában egy hajléktalan kimentett a vízből egy nyulat, amelyet egy járókelő dobott a folyóba. A férfi az O'Connell hídnál ment be a vízbe több száz ember szeme láttára, és egy csapásra híressé vált. A vétkes járókelőt letartoztatták.